# Nagy Lóránt
Nagy Lóránt (Debrecen, 1979. szeptember 12. –) színművész, rendező.          

## Életrajz
Kisvárdán nevelkedett. Az általános iskola elvégzése után, 1993-tól a Szent László Egyházi Gimnázium német–francia nyelvtagozatának a tanulója. 1994-től vesz részt a város kulturális életében. A Doktorock Színtársulat tagja, később a művészeti vezetője, rendezője. 2006-tól 2012-ig az irányítója. 1997-től a Vasutas Zeneiskolában Toldy Mária és Miklós Tibor növendéke.
1999-ben a Madách Színház és a Piccolo Színház tagja. 2001-ben felvételt nyer a Színház- és Filmművészeti Egyetem négyévente induló operett-musical szakára, Kerényi Imre növendékeként. Az egyetem elvégzése után a Madách Színházban, a Piccolo Színházban, a József Attila Színházban s a Veszprémi Petőfi Színházban játszik.
2006-ban az 1956-os forradalom és szabadságharc emlékévében rendezi nyári bemutatóként az Utazás című rockoperát a Ferencvárosi Nyári Játékok keretében a Bakáts téren, valamint a Kisvárdai Várszínházban, majd őszi bemutatóként a szegedi Stage Egyetemi Színpad felkérésére a Szegedi Nemzeti Színházban. A 2006-tól az akkor alakult Rock és Musical Színház társulati és kuratóriumi tagja.
2008-ban a Győri Nemzeti Színházhoz szerződik.
Németországban 2011-től három téli szezonban játssza németül az Eine Weichnachtsgeschichte musical egyik főszerepét, Bob Cratchitet.
Megfordul a Szigligeti Színházban, a Szabad Tér Színháznál; új darabok, bemutatók születésénél bábáskodik mint színész, rendező, vagy segédrendező Lille-ben, a Gózon Gyula Kamaraszínházban, a Müpá-ban, a Rock Színházban, a Kisvárdai Várszínházban.
Az Agria Nyári Játékok keretében 2007-től folyamatosan játszik az egri vár Egri csillagok produkciójában. Először Bornemisszaként, majd a Moravetz Levente által újrarendezett és a Papp László Budapest Sportarénában debütáló új előadásban Dobó István szerepét.
2015-től az egri Gárdonyi Géza Színház társulatát erősíti, ahol operett, musical és prózai főszerepeket egyaránt alakít.
2018-ban átszerződik az Újszínházhoz. Még ebben az évben elkezdi élete meghatározó, színházrendezői érdeklődését megalapozandó, aKároli Gáspár Református Egyetem színháztudomány mesterszakát, ahol 2020-ban teatrológus bölcsészként diplomázik.
2020-tól a Budapesti Operettszínház társulatának tagja.
2021-ben a Magyar Művészeti Akadémia ösztöndíjasa lesz. Egy zenés színházi könyv alapjainak megírását célozza meg, "Az élet szentségének megjelenítése a 20-21. század zenés színházában" címmel. E művészeti ösztöndíj tereli végképp a rendezés irányába.
2023-ban felvételt nyer a Színház- és Filmművészeti Egyetem operarendező/zenés színházrendező, 5 éves, nappali tagozatos képzésére Nagy Viktor – Kesselyák Gergely osztályába.
Mialatt vizsgarendezéseit állítja színpadra, folyamatosan játszik budapesti színházakban.
2024-ben "Az év operettszínésze" kitüntető díjat kapta a Budapesti Operettszínház-tól.

## Szerepei
2024
- Budapesti Operettszínház: Frank Wildhorn – Leslie Bricuisse: Jekyll és Hide (John Utterson)
- Budapesti Operettszínház: Szomor György: Monte Cristo grófja (Villefort)

2023
- Budapesti Operettszínház: Orbán János Dénes – Pejtsik Péter: Az Orfeum mágusa (Somossy Károly – A Mágus)
- Budapesti Operettszínház: Frank Wildhorn – Jack Murphy: Carmen (Zuniga rendőrkapitány)

2022
- Budapesti Operettszínház: Wasserman – Leigh: La Mancha lovagja – Don Quijote (Cervantes)
- Újszínház: Szabó Dezső – Fazekas István: Feltámadás Makucskán (Kupeczky báró)
- Szarvasi Vízi Színház: Önálló dal- és sanzonest
- Újszínház: Balogh – Kerényi – Rossa: Csíksomlyói passió (Luciper)

2021
- Budapesti Operettszínház: Stein – Bock – Harnick: Hegedűs a háztetőn (Perchik)
- Újszínház: Jókai – Kocsák – Miklós: Fatia Negra (Fatia Negra/Hátszegi Lénárd)

2020
- Budapesti Operettszínház: Wasserman – Leigh: La Mancha lovagja – Don Quijote (Cervantes)
- Újszínház: Herczeg Ferenc: Az élet kapuja (Hannibal/Fekete Álarcos)
- Budapesti Operettszínház: Szirmai Albert: Mágnás Miska (Técsey Pixi)

2019
- Egri Gárdonyi Géza Színház: Fényes – Békeffi: Rigó Jancsi (Albert király)
- Agria Nyári Játékok: Gárdonyi – Várkonyi – Béres: Egri csillagok (Dobó István)
- Újszínház: Balogh – Kerényi – Rossa: Csíksomlyói passió (Luciper)
- Papp László Budapest Sportaréna: Gárdonyi – Várkonyi – Béres: Egri csillagok (Dobó István)
- Egri Gárdonyi Géza Színház: Farkas – Dékány: Csínom Palkó (Béri Balogh Ádám)
- Újszínház: Kottow – Nemlaha: Sztrájkol a gólya (Perényi László)

2018
- Újszínház: Szerb Antal: Ex (I. Sancho)
- Egri Gárdonyi Géza Színház: Fekete Sándor: Lenkey tábornok (Ernst Vilmos vérbíró)
- Újszínház: Herczeg Ferenc: Bizánc (Dukasz)
- Moravetz Produkció: Moravetz – Balásy – Horváth: A Fejedelem (György)

2017
- Egri Gárdonyi Géza Színház: Wasserman – Leigh: La Mancha lovagja – Don Quijote (Cervantes)
- Független produkció: Tornóczky – Nagy – ifj. Tornóczky: Vers és Jazz
- Egri Gárdonyi Géza Színház: Moravetz – Balásy – Horváth – Papp: Zrínyi 1566 (Lahib)

2016
- Egri Gárdonyi Géza Színház: Gál – Beke – Pásztó: Héthavas gyermekei – Tétény vezér
- Független produkció: Kiss B. – Barán – Nagy: Zenés áhitat
- Egri Gárdonyi Géza Színház: Huszka – Martos: Lili bárónő – Gróf Illésházy László

2015
- Szolnoki Szigligeti Színház: Várkonyi – Miklós: Sztárcsinálók – Tigellinus
- Egri Gárdonyi Géza Színház: Webber – Rice: József és a színes szélesvásznú álomkabát – Narrátor

2014
- Művészetek Palotája: Várkonyi – Béres: Mata Hari – Friedrich Kalle
- Gózon Gyula Kamaraszínház: Horváth – Mihály: Ez van (Canterbury mesék) – 2. fiú
- Balatonpark – Balatonfenyves: Webber – Rice: Jézus Krisztus Szupersztár – Pilátus
- Balatonpark – Balatonfenyves: Naszvagyi – Rajnai – Burák: Végállomás – A második

2013
- Rock Színház: Kemény – Kocsák – Miklós – Baróthy: Kiálts a szeretetért! – Jézus
- Rock Színház: Beatles – Miklós Tibor: Mágikus misztikus utazás – Robert doktor
- Konzertdirektion Landgraf: Dickens – Tolcsvay – Müller – Sziámi – Pegler: Eine Weihnachtsgeschichte – Bob Cratchit

2012
- Arany János Közösségi Ház: Naszvagyi – Rajnai – Burák: Végállomás – A második
- Kisvárdai Várszínház: Jókai – Kocsák – Miklós: Szegény gazdagok – Fatia Negra
- Konzertdirektion Landgraf: Dickens – Tolcsvay – Müller – Sziámi – Pegler: Eine Weihnachtsgeschichte – Bob Cratchit

2011
- Győri Nemzeti Színház: Tolcsvay – Müller – Sziámi: Mária evangéliuma – Jézus, József, Kajafás
- Győri Nemzeti Színház: Eisemann – Zágon: Fekete Péter – Hajnal Lucien
- Kisvárdai Várszínház: Heym – Kemény – Kocsák – Miklós: A krónikás – Ethán[1]
- Konzertdirektion Landgraf: Dickens – Tolcsvay – Müller – Sziámi – Pegler: Eine Weihnachtsgeschichte – Bob Cratchit

2010
- Győri Nemzeti Színház: Kander – Ebb – Masteroff: Kabaré – Ernst Ludvíg
- Győri Nemzeti Színház: Johnatan Larson: Rent – Collins
- József Attila Színház: Jókai – Kocsák – Miklós: Szegény gazdagok – Lapussa J.

2009
- Győri Nemzeti Színház: Kálmán Imre: Csárdáskirálynő – Endrei huszárhadnagy
- Győri Nemzeti Színház: Gárdonyi – Várkonyi – Béres: Egri csillagok – Gábor pap
- Győri Nemzeti Színház: Sütő András: Egy lócsiszár virágvasárnapja – Kalheim
- Kisvárdai Várszínház: Móricz – Kocsák – Miklós: Légy jó mindhalálig – Pósalaky
- Óbudai Nyári Játékok: Várkonyi – Miklós: Sztárcsinálók – Tigellinus

2008
- Extra Opera: Huxley – Várkonyi – Nagy: Szép új világ – Mustapha Mond
- Kisvárdai Várszínház: Kemény – Kocsák – Miklós – Baróthy: Kiálts a szeretetért! – Jézus
- Győri Nemzeti Színház: Fenyő – Tasnádi: Made in Hungária – Röné
- Győri Nemzeti Színház: Dickens – Tolcsvay – Müller: Isten pénze – Fred

2007
- Rock és Musical Színház: Sondheim – Weidman: Orgyilkosok – Booth
- Agria Nyári Játékok: Gárdonyi – Várkonyi – Béres: Egri csillagok – Bornemissza G.
- Rock és Musical Színház: Kemény – Kocsák – Miklós – Baróthy: Kiálts a szeretetért! – Jézus
- Vidám Színpad: Szemenyei – Szőcs – Tasnádi: Démonológia – Shelley

2006
- Rock és Musical Színház: Szemenyei –Győrei – Miklós: Vuk – Simabőrű
- Rock és Musical Színház: Johnatan Larson: Rent – Collins
- Rock és Musical Színház: Musical Maraton

2005
- Madách Színház: A. L. Webber – Elton – Bródy: Volt egyszer egy csapat – Göndör
- Piccoló Színház: Webber – Rice: Jézus Krisztus Szupersztár – Heródes
- Piccoló Színház: Zola – Kocsák – Miklós: Nana – Fontan, André
- Piccoló Színház: Miklós: Ilyenek voltunk
- Rock és Musical Színház: Musical A-tól W-ig
- Kisvárdai Várszínház: Gárdonyi – Várkonyi – Béres: Egri csillagok – Dobó István

2004
- Veszprémi Petőfi Színház: Várkonyi – Miklós: Sztárcsinálók – Kiprios
- József Attila Színház: Ivan Kusan: A kobra – Adam Zsazsics
- Kisvárdai Várszínház: Tolcsvay – Müller – Sziámi: Mária evangéliuma – Jézus

2003
- Kisvárdai Várszínház: Szentmihályi – Szörényi – Bródy: A kiátkozott – Kun László

2002
- Kisvárdai Várszínház: Szörényi – Bródy: István, a király – Koppány vezér

2001
- Piccolo Színház: Johnatan Larson: Rent – Benny
- Piccolo Színház: Leonard Bernstein: West Side Story – Diesel
- Kisvárdai Várszínház: Molnár – Kocsák – Miklós: A vörös malom – Magiszter

2000
- Piccolo Színház: Tolszoj – Kocsák – Miklós: Anna Karenina – Sztyíva

1999
- Kisvárdai Várszínház: Tolszoj – Kocsák – Miklós: Anna Karenina – Vronszkij
- Madách Színház: Claude-Michel Schönberg: Nyomorultak – Jean Prouvaire

1998
- Kisvárdai Várszínház: Tábori – Kocsák – Miklós: Utazás – Szurov őrnagy

## Rendezései
- A leláncolt Prométheusz – 2024
- L'Immortel / A halhatatlan – 2024
- A vörös malom – 2023
- Jézus Krisztus Szupersztár – 2014
- Szegény gazdagok – 2012
- A krónikás – 2011
- Légy jó mindhalálig – 2009
- Fame -2007
- Utazás – Bakáts tér/Kisvárda/Szeged – 2006
- Egri csillagok – 2005
- Mária evangéliuma – 2004
- A kiátkozott – 2003
- István, a király – 2002
- A vörös malom – 2001
- Isten pénze – 2000
- Utazás – 1998
- A vörös malom – 1997

## Lemezei
- 2012: Szegény gazdagok
- 2012: Nagy Anikó életműalbuma
- 2012: Végállomás
- 2011: Eine Weichnachtsgeschichte
- 2008: Utam – Szólóalbum
- 2007: Orgyilkosok
- 2005: Kiálts a szeretetért!
- 1999: Godspell

## Díjai, elismerései
- Az év operettszínésze -Budapesti Operettszínház 2024
- Kisvárda szolgálatáért -Kisvárda 2011